# Pfarrkirche Henndorf

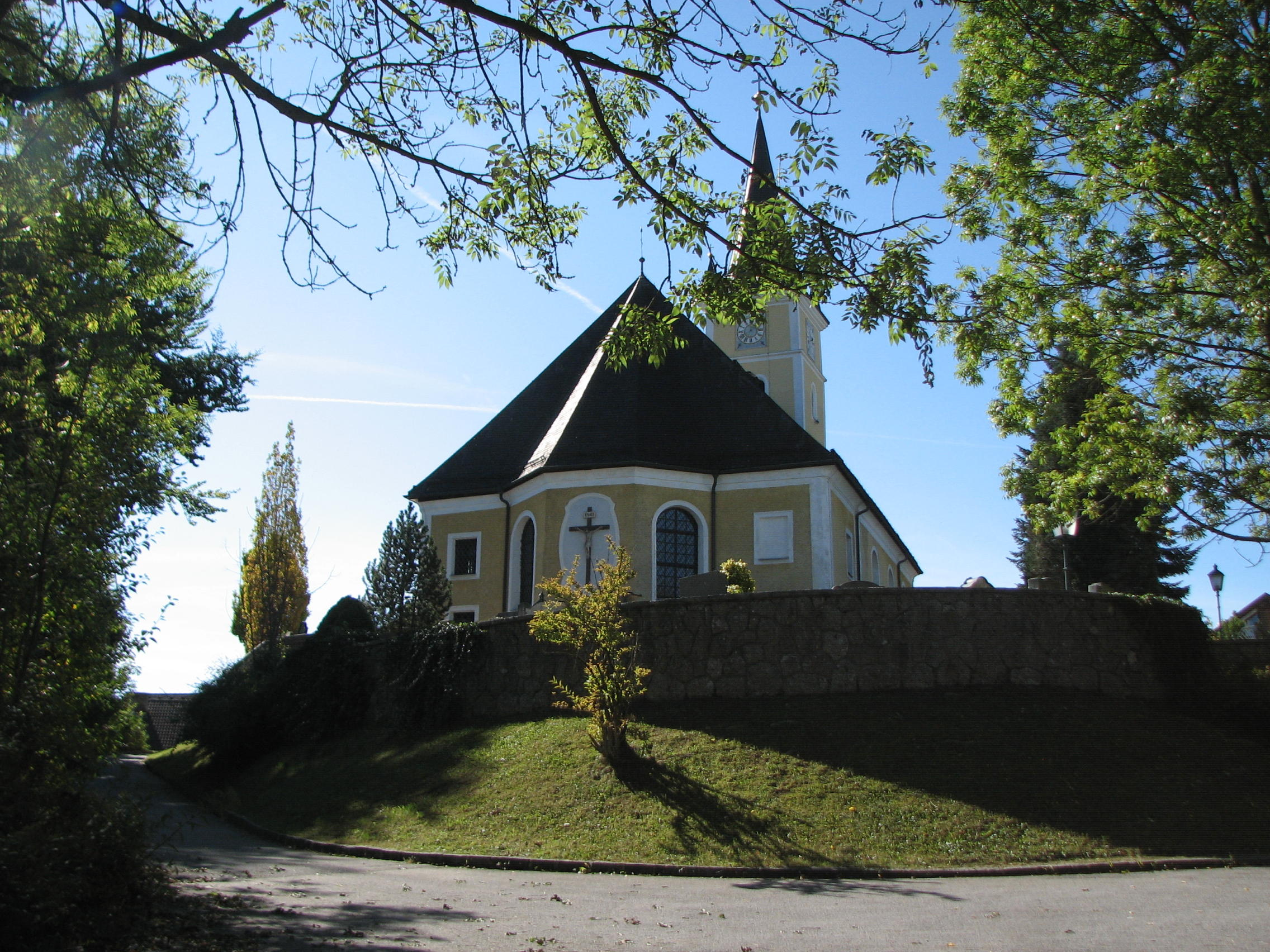
Pfarrkirche hl. Vitus in Henndorf am Wallersee

Die römisch-katholische Pfarrkirche Henndorf steht erhöht über dem Ort, von einem Friedhof und einer Mauer umgeben, in der Gemeinde Henndorf am Wallersee im Land Salzburg. Die Pfarrkirche hl. Vitus gehört zum Dekanat Köstendorf in der Erzdiözese Salzburg. Die Kirche steht unter Denkmalschutz.

## Geschichte
Reste der Vorgängerbauten der Kirche wurden 1976 ergraben, die erste Kirche war eine Holzkirche einer vermutlich bajuwarischen Siedlung, die zweite Kirche eine romanische Saalkirche, die dritte Kirche eine gotische und urkundlich zweischiffige Kirche mit einem erhaltenen Westturm. Von 1792 bis 1797 wurde die heutige Kirche nach den Plänen des Hofmaurermeisters Johann Georg Laschenzky erbaut und 1825 geweiht. Die Kirche wurde 1867 zur Pfarrkirche erhoben. Restaurierungen waren 1946/1947 (innen), 1960 (innen), 1969/1970 (außen), 1976 (innen), 1982 (außen).

## Architektur
Der vorgestellte Westturm ist ein gotischer Turmbau auf romanischen Fundamenten. Der Turm hat vier mit Kaffgesimsen abgesetzte Geschoße, das Glockengeschoß hat unterschiedlich abgefaste Schallfenster, und einen barocken Uhrengeschoßaufsatz mit einem Kranzgesims aus 1717/1718 und schließt mit einem Pyramidenhelm zwischen Eckpyramiden aus 1852. Das ursprünglich außen geschlossene Turmerdgeschoß wurde südlich mit einem Portal und einem barocken Vorbau mit einem Platzgewölbe versehen. Nördlich am Turm wurde im 19. Jahrhundert eine Gerätekammer angebaut.
Das Langhaus als einheitlicher Bau verwendet den gotischen Kern die nördliche Westmauer mit dem Portal zum Turm und die nördliche Langhauswand. Die nördliche und südliche Langhauswand wird in Linie mit den seitlichen zweigeschoßigen Sakristei- und Oratoriumsanbauten fortgesetzt. Der stark eingezogene Chor kragt mit einem Dreiseitschluss aus den Sakristeianbauten nach Osten aus und hat zur südlichen Sakristei ein gotisches Spitzbogenportal mit einer beschlagenen Tür vom alten Kern. Langhaus und Chor haben gefaste Rundbogenfenster und eine umlaufende Traufkehle. Das Langhaus hat im ersten Joch beidseits abgefaste Rechteckportale vom gotischen Kern. Die Türflügel haben Schlossbeschläge um 1797. Im Chorscheitel im Stuckrahmenfeld ist ein Schnitzkruzifix aus 1873. Es gibt einen Grabstein aus 1806.
Das Turmerdgeschoß hat ein Tonnengewölbe. Das weite, breite dreijochige Langhaus hat stark gedrückte Tonnen auf Doppelgurten, welche sich schleifenförmig überkreuzen und sich in gekuppelten Pilastern vor wandpfeilerartigen Rücklagen fortsetzen. Am stark eingezogenen Triumphbogen mit pfeilerartigen Pilasterstellung ist die Jahresangabe 1794. Der wesentlich eingezogene einjochige Chor mit einer Halbkreisapsis hat Stichkappentonnen über Gurtbändern auf Pilastern. Das gotische Turmportal ist abgefast und spitzbogig. Der Boden der Kirche ist mit Rotmarmorplatten ausgelegt. Im Westjoch ist eine Doppelempore. Die untere Empore steht auf toskanischen Steinsäulen und hat eine stuckrahmenverzierte Flachdecke und zeigt in den Brüstungsmedaillons um 1870/1880 mit alttestamentlichen Szenen. Die zurückgestaffelte obere Empore steht auf Balusterpfeilerchen. Im Chor zeigen sich die Sakristeiportale mit Stuckprofil und mit Plattenstiltüren und darüber mit Oratorienbalkonen. Die Deckenmalerei um 1870/1880 zeigt in den Mittelfeldern Taufe Christi, Guter Hirte, Abendmahl, Herz Jesu, und in den Stichkappen Kirchenväter, Apostelfürsten und Evangelisten.

## Ausstattung
Die Einrichtung ist marmoriert. Der Hochaltar aus 1816/17 mit einer frei stehenden Mensa und einer Rückwand mit einer Tabernakelnische riegelt mit Opfergangportalen die Apsis ab. Im Scheitel der Apsis ist eine Doppelsäulenädikula mit einem Segmentbogengesims mit einem attikaförmigen Volutenauszug. Der Hochaltar zeigt das Altarblatt hl. Veit vom Maler Josef Gold (1872) und trägt die Seitenfiguren Hll. Maria Magdalena, Johannes Evangelist aus dem frühen 18. Jahrhundert. Die Altarleuchter sind aus 1825. Der rechte Seitenaltar ist großteils aus dem 17. Jahrhundert und wurde aus der ehemaligen Filialkirche hl. Ulrich in Fenning hierher übertragen. Er zeigt das Altarblatt Maria Immaculata aus dem zweiten Viertel des 18. Jahrhunderts, im Auszugsbild hl. Ulrich aus dem Ende des 17. Jahrhunderts, und trägt die Statuen Hll. Joseph, Barbara aus dem frühen 18. Jahrhundert. Der linke Seitenaltar um 1809 wurde dem rechten Seitenaltar angeglichen. Er zeigt das Altarblatt Kreuzigung Christi vom Maler Josef Rattensperger (1854).
Die runde Kanzel aus 1797 hat Steilvoluten und eine Plattengliederung. Es gibt barocke Schnitzfiguren Hll. Sebastian und Anna mit Maria aus dem frühen 18. Jahrhundert. Das Triumphbogenkruzifix ist aus der ersten Hälfte des 18. Jahrhunderts. Die Nischenstatuen Schmerzensmann und Schmerzhafte Gottesmutter sind aus der 2. Hälfte des 18. Jahrhunderts. Eine Statuette Auferstandener ist aus dem 18. Jahrhundert.
Es gibt spätbarocke Kulissenfiguren der Ölbergszene. Der neoromanistische Taufstein aus Marmor ist aus der zweiten Hälfte des 19. Jahrhunderts.
Die Orgel baute Mauracher (1870). Eine Glocke goss Josef Erhart (1500).